# Xingsheng (socken i Kina, Sichuan)
Xingsheng (kinesiska: 兴盛乡, 兴盛) är en socken i Kina. Den ligger i provinsen Sichuan, i den sydvästra delen av landet, omkring 47 kilometer söder om provinshuvudstaden Chengdu.
Genomsnittlig årsnederbörd är 1 222 millimeter. Den regnigaste månaden är juli, med i genomsnitt 338 mm nederbörd, och den torraste är december, med 9 mm nederbörd.